# Pokotoa Sipeli
Pokotoa Sipeli est un homme politique niuéen. Il est l'actuel ministre de l’Éducation, de l’Agriculture, des Forêts, de la Pêche et des Services administratifs de Niue depuis le 19 juin 2008.